# Municipalità locale di Nketoana
Nketoana è una municipalità locale (in inglese Nketoana Local Municipality) appartenente alla municipalità distrettuale di Thabo Mofutsanyane della provincia di Free State in Sudafrica. 
In base al censimento del 2001 la sua popolazione è di 61.951 abitanti.
La sede amministrativa e legislativa è la città di Reitz e il suo territorio si estende su una superficie di 5.611 km² ed è suddiviso in 9 circoscrizioni elettorali (wards). Il suo codice di distretto è FS193.

## Geografia fisica

### Confini
La municipalità locale di Nketoana confina a nord e a ovest con quella di Ngwathe (Fezile Dabi), a nord con quella di Mafube (Fezile Dabi), a est con quella di Phumelela, a sud con quella di Dihlabeng e a ovest con quelle di Moqhaka (Fezile Dabi) e Setsoto.

### Città e comuni
- Arlington
- Cornelis
- Cremona
- Leratswana
- Lindley
- Mamafubedu
- Ntha
- Petrus Steyn
- Petsana
- Reitz

### Fiumi
- Bloemspruit
- Elandspruit
- Hamanspruit
- Jas se Spruit
- Kaloemspruit
- Karoospruit
- Klipspruit
- Langspruit
- Liebenbergsvlei
- Middelspruit
- Pauciflora Spruit
- Rietpanspruit
- Renoster
- Rus se Spruit
- Soutvlei
- Tierkloof
- Vals
- Wilge

### Dighe
- Arlington Dam
- Lindley Dam
- Reitz Dam
- Reitz Reward Dam